# Futterrübe
Die Futterrübe (Beta vulgaris subsp. vulgaris, Crassa-Gruppe), in älterer Literatur auch als Runkelrübe, ist eine landwirtschaftliche Kulturpflanze, die zur Familie der Fuchsschwanzgewächse (Amaranthaceae) gehört.

## Synonyme
Sie ist auch unter folgenden Namen bekannt: Runkel, Rummel, Raahner, Rangasn (Bayern, Österreich), Runggel, Runggele, Runggle, Runkle, Runkel-Rueb (Aargau, Baselland, Bern, Graubünden, Luzern, St. Gallen, Solothurn, Thurgau, Zürich), Rüben-Mangold, Vieh-Mangold, Burgunder-Rübe, Dickrübe, Saurüben (West- und Südwestdeutschland), Dickwurz (Mittelhessen), Dickwurzel (Nordhessen), Kiel, Gunkel, Dorschen, Pfoschen (um Nürnberg), Turnips, Durnibe, Durnitze oder Durlips, Durlibse, Dürlibs, Dirlibs, Durlisriebe (Südbaden, angrenzendes Württemberg, Nordwestschweiz), Angerse, Angersch, Angersche, Angerisch (da und dort in Baden-Württemberg und Bayern), Im englischen Sprachraum wird sie mangelwurzel genannt.

## Entstehung
Die Futterrübe entstand durch Selektion aus der Gemeinen Rübe (Beta vulgaris subsp. vulgaris). Der Zuckergehalt wurde durch den Chemiker Andreas Sigismund Marggraf im Jahr 1747 in Deutschland festgestellt. Bis zum 18. Jahrhundert gab es keine Unterscheidung zwischen Nahrungs- und Futterrüben. Erst ab etwa 1750 wurden aus dem Rheinland spezielle gelbfleischige Sorten, die sich gut über den Winter lagern ließen, als Futterrübe oder Runkelrübe bekannt. 1801 entstand in Kunern die erste Zuckerrübenfabrik der Welt, wo im April 1802 die industrielle Herstellung des Zuckers begann.

## Biologie
Die Futterrübe ist eine zweijährige krautige Pflanze, sie bildet also im zweiten Jahr einen Blütenstand und Samen aus.
Im ersten Jahr entwickelt sie im vegetativen Entwicklungsstadium oberirdisch eine Blattrosette mit etwa 20 breitflächigen, bis zu 30 cm langen Laubblättern, und die Wurzel verdickt sich zu einem weißen, gelben oder orangeroten Rübenkörper. Die Rüben variieren sortenabhängig zu walzen-, oliven-, kugel- oder, ähnlich der Zuckerrübe, pfahlartiger Form. Die Futterrübe ist ein Pfahlwurzler, ihre Wurzeln können bis zu anderthalb Meter tief in den Boden reichen.
Die Ernte erfolgt im ersten Jahr, da in diesem Zeitraum die Speicherung von Reservestoffen erfolgt und damit der Zuckergehalt, der den wirtschaftlichen Nutzen bestimmt, am höchsten ist. Im Unterschied zur Zuckerrübe ist das Zuchtziel bei der Futterrübe allerdings nicht ein möglichst hoher Gehalt an Saccharose, sondern hohe Protein- und Mineralstoffanteile. Im Folgejahr wäre überhaupt kein Ertrag vorhanden, zudem käme es zur unerwünschten Bildung von Schossern.
Im zweiten Jahr, der generativen Phase, entsteht ein 1,5 m hoher verzweigter Blütenstand mit unscheinbaren, fünfzähligen Blüten. Bei der Bildung des Blütenstandes werden alle Reservestoffe der Rübe verbraucht, und nach der Samenreife stirbt die Pflanze ab. Die Futterrübe ist ein Fremdbefruchter.
In der Landwirtschaft unterscheidet man die Futterrübensorten in sogenannte Massenrüben mit 8 bis 13 % Trockensubstanz und 4 % Saccharose, Mittelrüben mit 13 bis 16 % Trockensubstanz und 7 % Saccharose sowie Gehaltsrüben mit 16 bis 19 % Trockensubstanz und 10 % Saccharose.

## Anbau

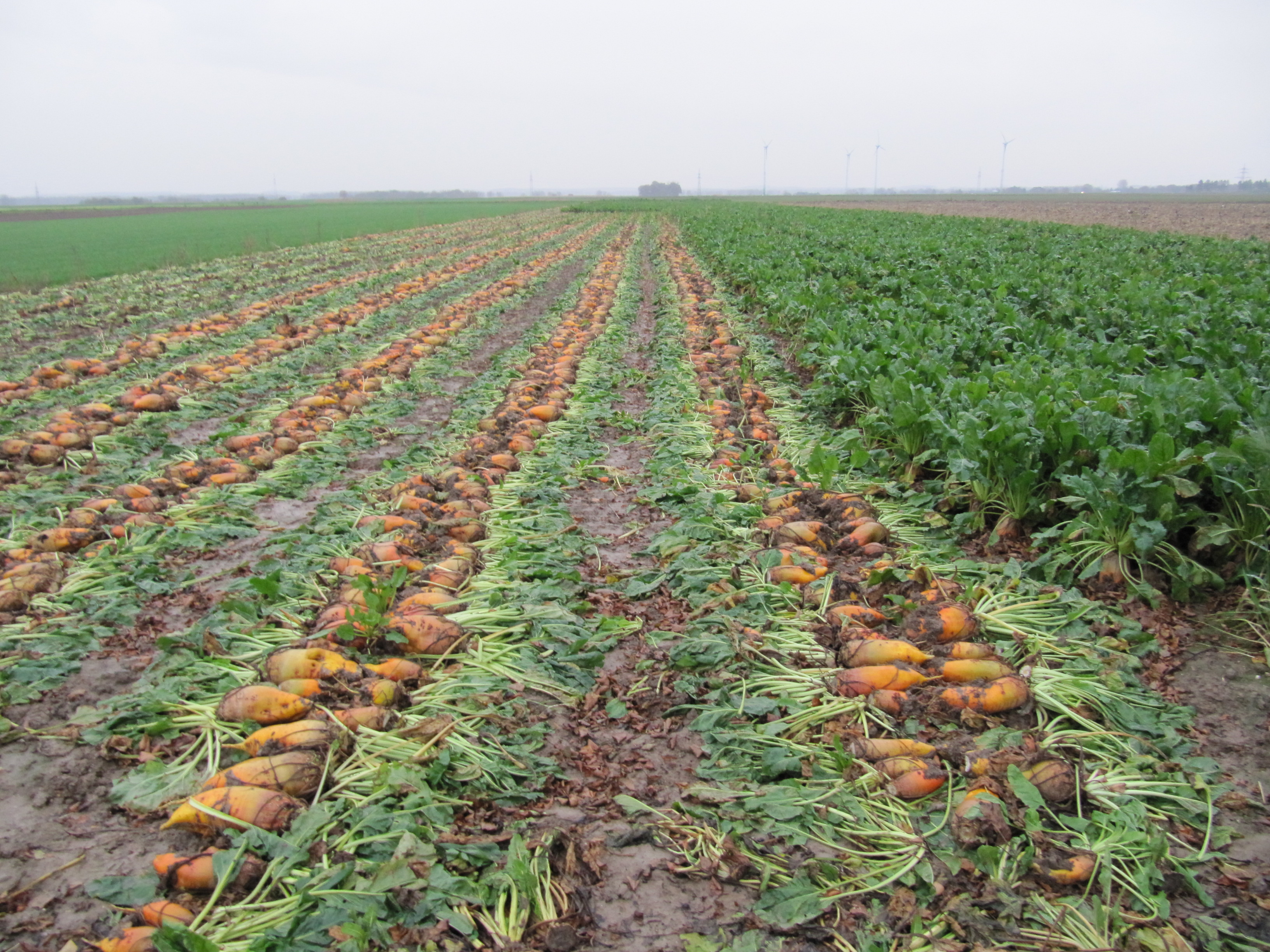
Ernte von Futterrüben

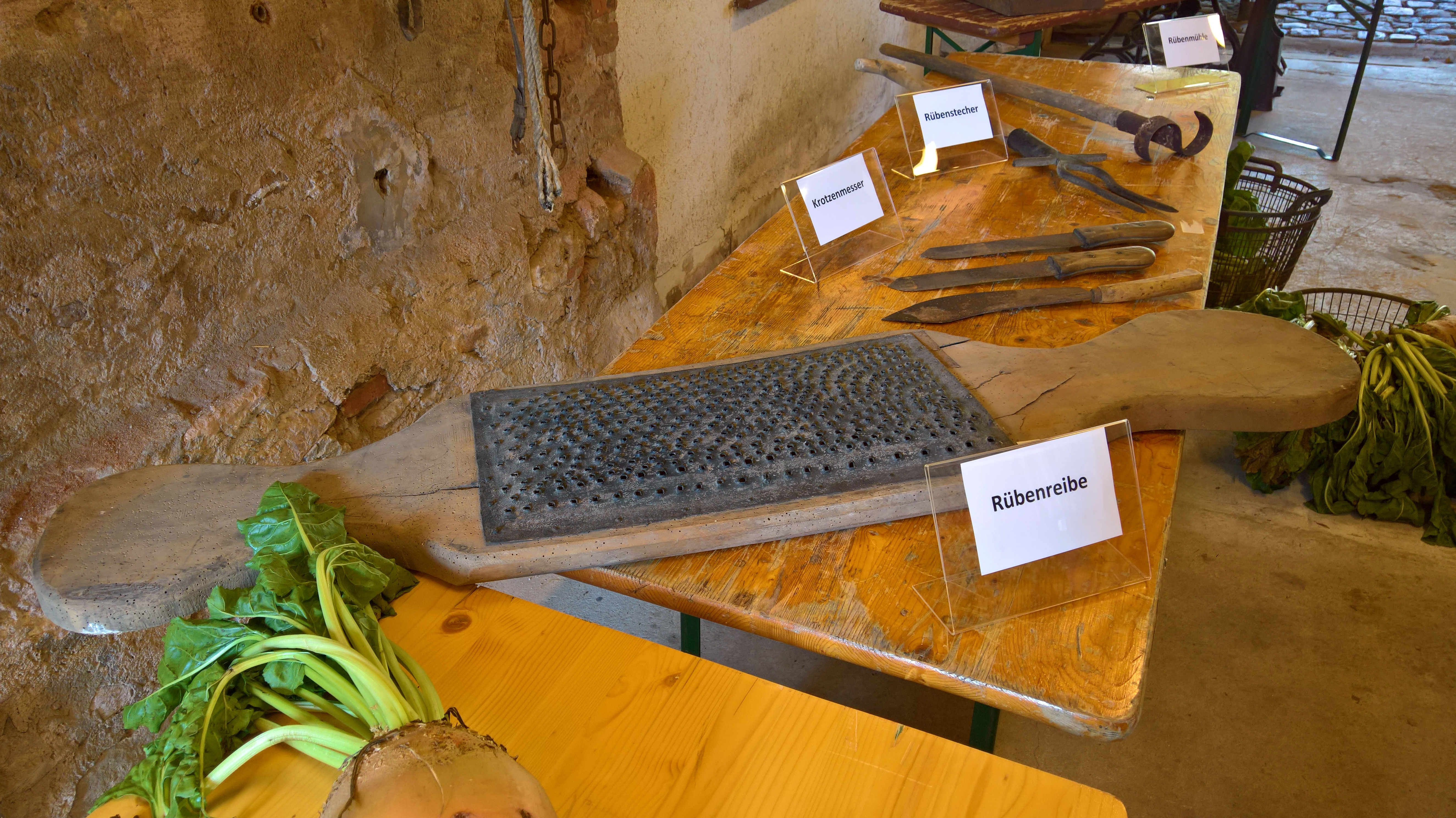
Rübenreibe, Krotzenmesser und Rübenstecher: Ältere landwirtschaftliche Werkzeuge zum Ernten und Verarbeiten der Rüben

Die Futterrübe ist eine Hackfrucht. Anders als bei der Zuckerrübe ist zur Ernte kein spezielles Werkzeug notwendig. Da die Rübe weitgehend oberirdisch wächst, kann sie von Hand herausgezogen werden. Zur maschinellen Ernte stehen Futterrübenvollernter zur Verfügung. Diese weichen konstruktiv von den Zuckerrübenvollerntern erheblich ab, da die durch eine Rodeschar gelockerte Rübe von einem über ein schräg stehendes Ziehrad laufendes Gummiband an den Blättern gefasst und aus dem Boden gezogen wird. Erst dann werden Rübe und Blätter voneinander getrennt. Eine Ernte von Futterrüben mit Zuckerrübenvollerntern kommt nur bei tief im Boden sitzenden, pfahlförmigen Rüben in Betracht.
Der Futterrübenanbau ist hinsichtlich der Fruchtfolge vorteilhaft. Im Vergleich zur Zuckerrübe sind die Anforderungen an die Tiefgründigkeit des Bodens geringer. Pro Hektar lassen sich bei den Massenrüben Erträge von rund 100 t und bei den Gehaltsrüben von rund 70 bis 80 t erzielen. Beim Anbau sollte man die Gehaltsrüben bevorzugen, da sich mit ihnen auf der gleichen Ackerfläche eine größere Menge an Nährstoffen erzeugen lässt. Futterrüben vertragen keinen Frost.

## Verwendung

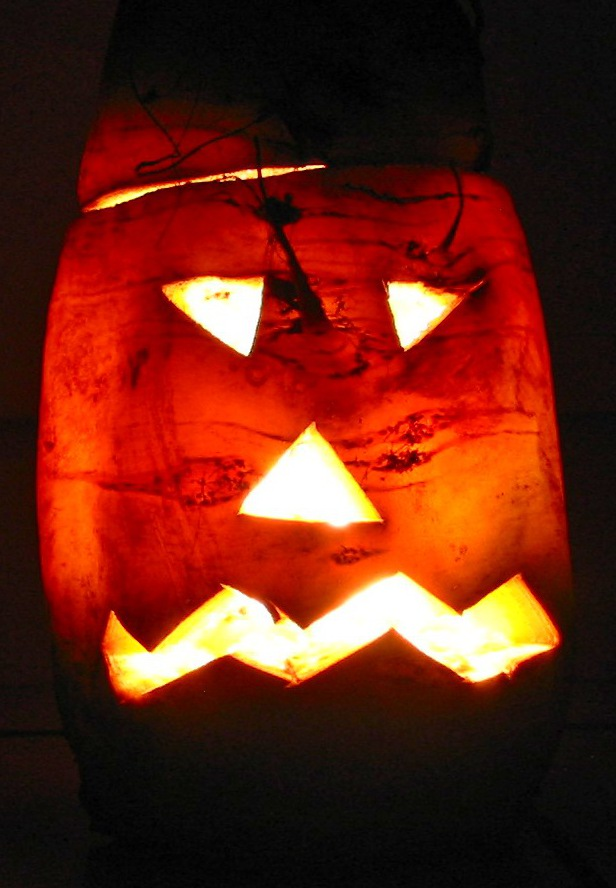
Zurechtgeschnitzte Rübe als Rübenteufel, Dickwurzteufel oder Rummelebootz, heute zu Halloween

Die Futterrübe dient hauptsächlich als Futter für Rinder und Schafe. Die Ernte wird im Winterlager (Miete) aufbewahrt. Die optimale Lagertemperatur beträgt 2 bis 4 °C. Damit sich die Rüben in der Miete nicht zu sehr erwärmen, sollen sie nicht höher als 1,25 Meter aufgestapelt werden. Während der Abkühlphase sollte die Miete nur leicht bedeckt und erst nach guter Auskühlung endgültig winterfest abgedeckt werden. Es kann vorteilhaft sein, die Rüben direkt mit Erde zu bedecken (Erdmieten). Auch die Rübenblätter und auch die „Rübenköpfe“ der Futterrübe können zur Fütterung benutzt werden. Futterrüben sind ein von Rindern gern gefressenes Saftfuttermittel. Wegen des hohen Wassergehaltes kann es leicht zu einer Entmineralisierung der Tiere kommen, zur Vermeidung ist Futterkalk zu verabreichen. Die Futterrübe ist ein wertvolles diätisches Futter, das positiv auf die Verdauung und den Stoffwechsel wirkt.
Neben der Verwendung der Futterrübe als Futtermittel lohnt sich auch ihre energetische Nutzung in Biogasanlagen.
Die Blätter (bevorzugt die Herzblätter) der Futterrübe werden auch gedämpft als Salat gegessen oder mit Speck, Zwiebeln und Rübenstückchen zu einer Suppe gekocht. Die Blätter ähneln denen des Blatt-Mangolds und können wie Mangold als Blattgemüse oder wie Spinat (nur die Herzblätter) verwendet werden.
Im nördlichen Emsland und Ostfriesland wird der Saft der Runkelrübe als Hausmittel gegen Husten und Halsbeschwerden eingesetzt. Hierzu wird der Kopf der rohen Rübe abgetrennt. Anschließend wird der Rübenkörper je nach Rübenstärke im Kern ausgehöhlt. Die etwa 2–4 cm im Durchmesser starke Aushöhlung wird im Anschluss mit braunem Kandis verfüllt und der Kopf im Anschluss als Deckel aufgesetzt. Der Kandis zieht nun die Flüssigkeit aus der Rübe. Nach etwa 12–14 Stunden kann der so gewonnene Rübensaft erstmals abgegossen werden. Ein Schnapsglas des Saftes sollte etwa 3–4 mal täglich eingenommen werden. Eine Rübe gibt über mehrere Tage Saft, wobei Kandis nachgeführt werden muss.
Auch in Mittelhessen ist dieses Hausmittel gegen Husten bekannt. Aus den Rüben lassen sich auch Laternen basteln, die zum Beispiel beim Brauchtum des Rübengeisterns im Herbst Verwendung finden. Im Hessischen Hinterland nennt man sie „Dickwurzmänner“ oder „Dickwurzdeuwel“, im Westerwald „Gluinische (Glühende) Männer“.
Die bis heute aus Futterrüben hergestellten Laternen in der Eifel und Teilen Luxemburgs werden als Traulicht bezeichnet. In Somerset im Südwesten Englands werden sie als „Punkies“ bezeichnet.